# Carlo Martinelli
Carlo Martinelli († 1970) war ein italienischer Filmregisseur.
Martinelli drehte zwei künstlerisch zu vernachlässigende Kinofilme mäßigen Erfolges nach eigenen Drehbüchern; den ersten 1968 unter dem Pseudonym James K. Stuart, zwei Jahre später folgte Quell'amore particolare. Er verstarb während der Dreharbeiten zu diesem Film.

## Filmografie
- 1968: Il professor Matusa e i suoi hippies[3]
- 1970: Quell'amore particolare